# Райдер, Дадли, 1-й граф Харроуби
Дадли Райдер, 1-й граф Харроуби (англ. Francis Godolphin Osborne; 22 декабря 1762, Лондон, королевство Великобритания — 26 декабря 1847) — британский аристократ и пэр Великобритании и Соединённого королевства, видный британский политик фракции питтитов и партии тори. Депутат Палаты общин в 1784—1803 годах, контролёр королевского двора (1790—1791), вице-председатель Совета по торговле (1790—1801), казначей Вооружённых Сил (1791—1800), казначей Военно-морского флота (1800—1801), министр иностранных дел Великобритании (1804—1805), канцлер герцогства Ланкастерского (1805—1806), председатель Совета контроля (1809) и лорд-председатель Совета (1812—1827).

## Происхождение и образование
Райдер родился в Лондоне и был старшим сыном Натаниэля Райдера, 1-го барона Харроуби, и его жены Элизабет (урожденной Террик). Сэр Дадли Райдер был его дедушкой, а Ричард Райдер — его младшим братом. Он получил образование в школе Харроу и колледже Святого Иоанна в Кембридже.

## Политическая карьера
Харроуби был избран в парламент, на старое место своего отца, Тивертон, в 1784 году. Его административная карьера началась с назначения на должность парламентского заместителя министра иностранным делам в 1789 году. В 1791 году он был назначен одним из казначеев вооруженных сил, а в 1790 году стал вице-председателем Совета по торговле. Он оставил посты, а также должность казначея военно-морского флота, когда в июне 1803 года унаследовал баронство своего отца. В 1804 году он был министром иностранных дел. После первой беседы с ним Джеймса Монро 30 мая 1804 года «...Монро сообщал своему правительству, что манеры лорда Харроуби были намеренно недружелюбными; его приём был грубым, его комментарии по поводу привычки Сената калечить договоры были резкими, его поведение на протяжении всего разговора было рассчитано на то, чтобы ранить и разозлить».
В 1805 году он был канцлером герцогства Ланкастерского в правительстве своего близкого друга Уильяма Питта; в последнем году он был отправлен с особой и важной миссией к императорам Австрии и России и королю Пруссии в рамках Ганноверской экспедиции. В 1809 году он был удостоен чести, когда стал виконтом Сандоном из Сандона в графстве Стаффорд и графом Харроуби в графстве Линкольн. С ноября 1809 по июнь 1812 года он занимал должность министра без портфеля в кабинете Спенсера Персеваля.
С 1812 по 1827 год он занимал пост лорда-председателя Совета при графе Ливерпуле. После смерти Джорджа Каннинга в 1827 году Харроуби отказался служить Георгу IV в качестве премьер-министра и больше никогда не занимал никаких постов. Несмотря на это, он продолжал принимать участие в политике, проявляя себя особенно заметно во время тупика, который предшествовал принятию законопроекта о реформе в 1832 году. Длительная связь Харроуби с тори не помешала ему помочь устранить ограничение прав католиков и протестантских диссидентов или поддержать движение за избирательную реформу; он также был сторонником освобождения рабов . Он был членом Литературного общества друзей Польши.

## Семья
Лорд Харроуби женился на леди Сюзанне Левесон-Гоуэр, дочери Грэнвиля Левесона-Гоуэра, 1-го маркиза Стаффорда, в 1795 году. У них были следующие дети:
- Леди Сьюзан Райдер (1796—1827) вышла замуж за Хью Фортескью, 2-го графа Фортескью[8];
- Дадли Райдер, 2-й граф Харроуби (1798—1882), старший сын и преемник отца.
- Гренвиль Дадли Райдер (1799—1879), депутат Палаты общин;
- леди Мэри Райдер (1801—1900) вышла замуж за адмирала Эдварда Саурина (сына Уильяма Саурина);
- леди Джорджиана Элизабет Райдер (1804—1844) вышла замуж за Джона Стюарта-Уортли, 2-го барона Уорнклиффа;
- Фредерик Дадли Райдер (1806—1882);
- Эдвард Генри Дадли Райдер (1809—1811);
- леди Гарриет Шарлотта София Райдер (1811—1899) вышла замуж за преподобного лорда Чарльза Херви;
- леди Луиза Элизабет Райдер (1813—1899) вышла замуж за капитана Джорджа Фортескью, депутата Палаты общин[8];

Леди Сюзанна умерла в мае 1838 года. Лорд Харроуби пережил ее на девять лет и умер в декабре 1847 года в своей резиденции в Стаффордшире Сэндон Холл в возрасте 85 лет, будучи, как говорит Чарльз Кавендиш Фулк Гревилл, «Последним представителем своего поколения и коллег мистера Питта, единственный, кто выжил в те тревожные времена и могучие состязания».